# Атлетика на Летњим параолимпијским играма 2016 — 200 метара за жене T43-Т44
Трка на 200 метара у класама 43 и 44 за жене, била је једна од 29 дисциплина атлетског програма на Летњим параолимпијским играма 2016. у Рио де Жанеиру, Бразил. Такмичење је одржано 14. и 15. септембра на Олимпијском стадиону Жоао Авеланж.

## Земље учеснице
Учествовало је 15 такмичарки из 11 земаља.
1. Италија (2)
2. Јапан (1)
3. Канада (1)
4. Немачка (1)
5. САД (3)
6. Тринидад и Тобаго (1)
7. Уједињено Краљевство (1)
8. Француска (1)
9. Холандија (2)
10. Швајцарска (1)
11. Шпанија (1)

## Рекорди пре почетка такмичења
(стање 8. септембра 2016)

### Класа Т43
| Рекорди пре почетка Параолимпијских игара 2016.     | Рекорди пре почетка Параолимпијских игара 2016. | Рекорди пре почетка Параолимпијских игара 2016. | Рекорди пре почетка Параолимпијских игара 2016. | Рекорди пре почетка Параолимпијских игара 2016. | Рекорди пре почетка Параолимпијских игара 2016. |
| --------------------------------------------------- | ----------------------------------------------- | ----------------------------------------------- | ----------------------------------------------- | ----------------------------------------------- | ----------------------------------------------- |
| Светски рекорд                                      | 25,64                                           | Марлоу ван Ријн                                 | Холандија                                       | Париз, Француска                                | 9. јун 2015.                                    |
| Параолимпијски рекорд                               | 26,18                                           | Марлоу ван Ријн                                 | Холандија                                       | Лондон, Уједињено Краљевство                    | 6. септембар 2012.                              |
| Рекорди после завршених Параолимпијских игара 2016. |                                                 |                                                 |                                                 |                                                 |                                                 |
| Параолимпијски рекорд                               | 26,16                                           | Марлоу ван Ријн                                 | Холандија                                       | Рио де Жанеиро, Бразил                          | 15. септембар 2016.                             |

### Класа Т44
| Рекорди пре почетка Параолимпијских игара 2016.     | Рекорди пре почетка Параолимпијских игара 2016. | Рекорди пре почетка Параолимпијских игара 2016. | Рекорди пре почетка Параолимпијских игара 2016. | Рекорди пре почетка Параолимпијских игара 2016. | Рекорди пре почетка Параолимпијских игара 2016. |
| --------------------------------------------------- | ----------------------------------------------- | ----------------------------------------------- | ----------------------------------------------- | ----------------------------------------------- | ----------------------------------------------- |
| Светски рекорд                                      | 26,64                                           | Ирмгард Бенсусан                                | Немачка                                         | Јоханезбург, Јужноафричка Република             | 31. март 2015.                                  |
| Параолимпијски рекорд                               | 26,76                                           | Мари-Амели Ле Фур                               | Француска                                       | Лондон, Уједињено Краљевство                    | 6. септембар 2012.                              |
| Рекорди после завршених Параолимпијских игара 2016. |                                                 |                                                 |                                                 |                                                 |                                                 |
| Параолимпијски рекорд                               | 26,70                                           | Ирмгард Бенсусан                                | Немачка                                         | Рио де Жанеиро, Бразил                          | 14. септембар 2016.                             |

## Сатница
| Датум               | Време | Ниво               |
| ------------------- | ----- | ------------------ |
| 14. септембар 2016. | 19:38 | Квалификације (Г1) |
| 14. септембар 2016. | 19:45 | Квалификације (Г2) |
| 15. септембар 2016. | 17:45 | Финале             |

Сва времена су по локалном времену (UTC+3)

## Освајачи медаља
|                             |                            |                               |
| Марлоу ван Ријн · Холандија | Ирмгард Бенсусан · Немачка | Мари-Амели Ле Фур · Француска |

## Резултати

#### Квалификације
Квалификације су одржане 14.9.2016. годину у 19:38 и 19:45. Такмичарке су биле подељене у две групе. У финале су се пласирале прве три такмичарке из сваке групе и 2 на основу резултата.,,
| Пласман | Група | Атлетичарка             | Земља                | Класа | ЛР    | ЛРС   | Резултат | Белешка    |
| ------- | ----- | ----------------------- | -------------------- | ----- | ----- | ----- | -------- | ---------- |
| 1.      | 2     | Марлоу ван Ријн         | Холандија            | Т43   | 25,08 | 25,52 | 26,69    | КВ         |
| 2.      | 1     | Ирмгард Бенсусан        | Немачка              | Т44   | 26,64 | 26,70 | 26,70    | КВ, ПР     |
| 3.      | 1     | Мари-Амели Ле Фур       | Француска            | Т44   | 26,76 | 26,80 | 26,97    | КВ         |
| 4.      | 2     | Абаси Рахмани           | Швајцарска           | Т43   | 27,89 | 27,89 | 27,89    | КВ, ЛР     |
| 5.      | 2     | Лаура Шугар             | Уједињено Краљевство | Т44   | 28,04 | 28,04 | 28,04    | КВ, ЛР     |
| 6.      | 2     | Ђусепина Версаче        | Италија              | Т43   | 27,81 | 27,81 | 28,13    | КВ         |
| 7.      | 2     | Фемита Ајанбеку         | САД                  | Т44   | 28,41 | 28,41 | 28,58    | кв         |
| 8.      | 2     | Саки Такакува           | Јапан                | Т44   | 28,77 | 28,77 | 28,77    | кв, РР, ЛР |
| 9.      | 1     | Сара Андрес Барио       | Шпанија              | Т43   | 28,80 | 28,80 | 28,80    | ЛР         |
| 10.     | 1     | Федерика Масперо        | Италија              | Т43   | 28,96 | 28,96 | 29,04    |            |
| 11.     | 1     | Флер Џонг               | Холандија            | Т43   | 28,54 | 28,54 | 29,15    |            |
| 12.     | 2     | Лиз Вилис               | САД                  | Т44   | 28,81 | 28,81 | 29,67    |            |
|         | 1     | Еприл Холмс             | САД                  | Т44   | 28,29 | 28,29 | НЗ       |            |
|         | 1     | Њошиа Каин              | Тринидад и Тобаго    | Т44   | 27,80 | 27,32 | Диск.    | чл. 18.5   |
|         | 2     | Мариса Папаконстантиноу | Канада               | Т44   | 28,16 | 28,16 | Диск.    | чл. 18.5   |

### Финале
Такмичење је одржано 15.9.2016. годину у 17:45.,,
| Пласман | Атлетичарка       | Земља                | Класа | Резултат | Белешка |
| ------- | ----------------- | -------------------- | ----- | -------- | ------- |
|         | Марлоу ван Ријн   | Холандија            | Т43   | 26,16    | ПР, РР  |
|         | Ирмгард Бенсусан  | Немачка              | Т44   | 26,90    |         |
|         | Мари-Амели Ле Фур | Француска            | Т44   | 27,11    |         |
| 4.      | Абаси Рахмани     | Швајцарска           | Т43   | 27,84    | ЛР      |
| 5.      | Лаура Шугар       | Уједињено Краљевство | Т44   | 28,31    |         |
| 6.      | Фемита Ајанбеку   | САД                  | Т44   | 28,81    |         |
| 7.      | Саки Такакува     | Јапан                | Т44   | 28,88    |         |
| 8.      | Ђусепина Версаче  | Италија              | Т43   | 28,90    |         |